# John John Florence

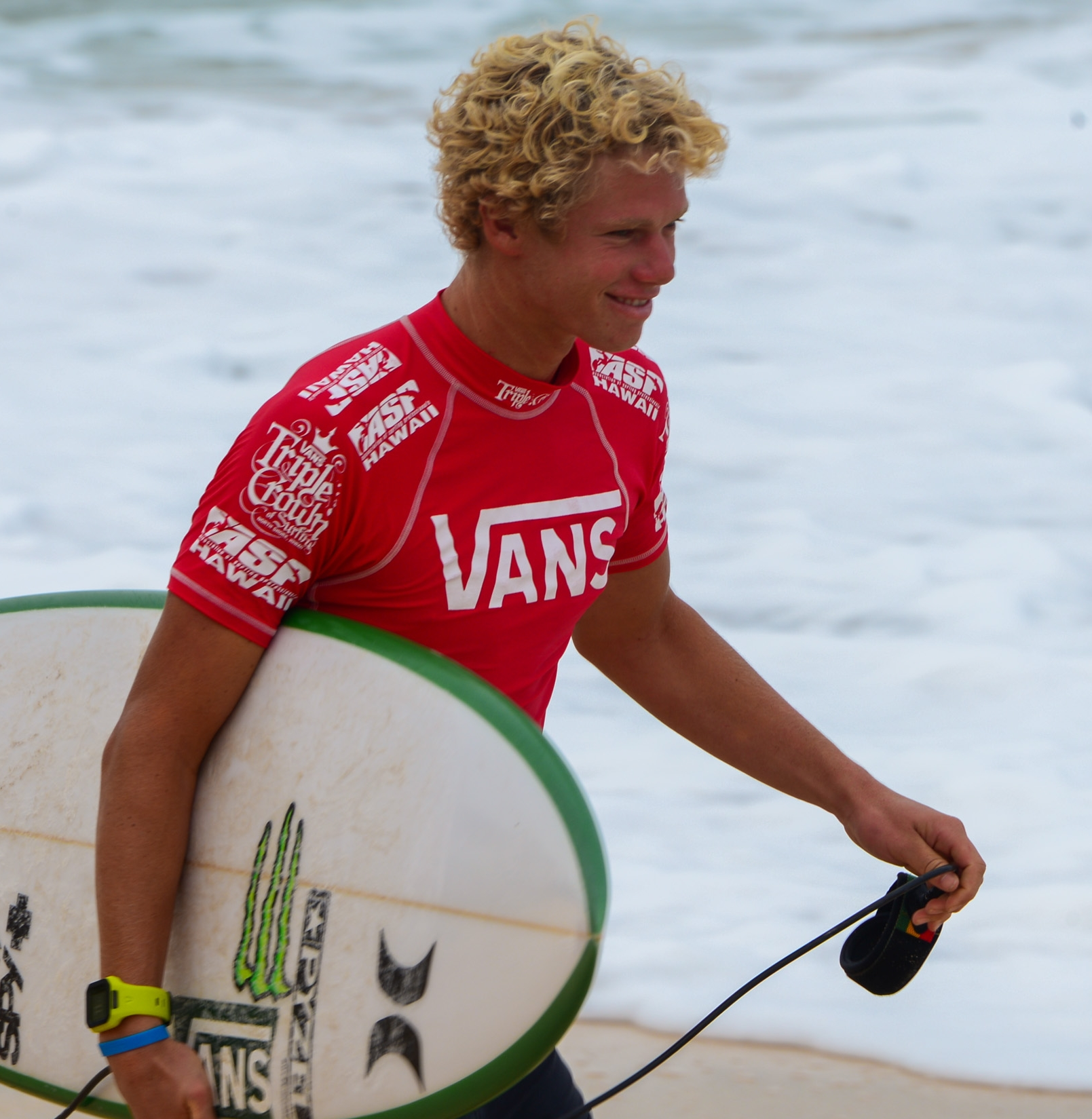
John John Florence (2013)

John „John John“ Alexander Florence (* 18. Oktober 1992 in Honolulu, Hawaii) ist ein US-amerikanischer Profisurfer und 3-facher Weltmeister der WSL.

## Jugend
John John Florence ist der älteste von drei Brüdern. Er wuchs an der North Shore der Insel O'ahu, Hawaii auf und lebte in unmittelbarer Nähe des berühmten Surfspots Banzai-Pipeline. Nachbarn waren die Profisurfer Kelly Slater und Andy Irons und der Surfer und Popmusiker Jack Johnson.
Er wurde nach dem Sohn des einstigen Präsidenten der USA, John F. Kennedy, Jr., benannt, dessen Spitzname zur Amtszeit seines Vaters in den Medien „John-John“ war. Sein damals alkoholkranker Vater verließ die Familie und Hawaii, als seine Söhne noch sehr jung waren.
Im Alter von 6 Monaten ritt er zum ersten Mal ein Surfboard mit der Hilfe seiner Mutter Alexandra. Mit fünf Jahren stand er das erste Mal alleine auf dem Surfbrett. Erste Aufmerksamkeit in der Surfszene erlange John John durch das Surfen der gefährlichen Banzai-Pipeline im Alter von 8 Jahren.
In seinen Jugendjahren bestritt er landesweite Wettkämpfen und erhielt Auszeichnungen. Im Winter des Jahres 2005 nahm er mit 13 Jahren am prestigeträchtigen Vans Triple-Crown-of-Surfing-Wettbewerb auf Hawaii teil, wodurch er der jüngste Teilnehmer in der Geschichte des Wettbewerbs wurde.

## Karriere
2011 nahm er das erste Mal an der ASP World Tour (später WSL) teil, der Surf-Weltmeisterschaft und konnte in einem Wettbewerb den 5. Platz erreichen. Im selben Jahr gewann er als jüngster Surfer aller Zeiten den Vans Triple Crown of Surfing. Diesen Erfolg konnte er 2013 wiederholen.
Im Jahr 2012 konnte er seinen ersten Erfolg auf der ASP World Tour bei den Rio Pro verzeichnen und beendete das Jahr als 4. in der Gesamtwertung. Das Jahr 2013 beendete er ohne Siege und mit einer Verletzungspause als 10. der Gesamtwertung. 2014 erreichte er den 3. Platz der Gesamtwertung. Im Jahr 2015 erreichte er noch Platz 14. in der Gesamtwertung ohne Sieg und mit einer erneuten Verletzungspause.
Am 25. Februar 2016 gewann John John Florence den Eddie Aikau Big Wave Invitational, auch „The Eddie“ genannt, der zum Gedenken an Eddie Aikau ausgetragen wird. Die Teilnehmer reiten Wellen, die eine Höhe von bis zu 12 Meter und mehr erreichen. Da es hierfür selten die benötigten Bedingungen gibt, fand der Contest seit 1984 erst 9 Mal statt. Ebenfalls 2016 gewann Florence den Rio Pro und mit einem Sieg in Peniche bei den MEO Rip Curl Pro konnte er vorzeitig seinen ersten Weltmeistertitel feiern.
Mit nur einem Sieg (bei den Drug Aware Margaret River Pro in Australien), aber sonst konstant guten Ergebnissen, gelang John John Florence die Titelverteidigung und er errang seinen zweiten Weltmeistertitel.
Die Saison 2018 startete sehr durchwachsen, es gelangen keine Top-Platzierungen. Nach dem 5. Wettbewerb war die Saison für Florence aufgrund einer Knieverletzung (Teilriss des Kreuzbandes) vorbei. Er entschied sich gegen eine Operation.
Das Jahr 2019 begann für Florence mit 2 Siegen und einem 3. Platz in 4 Wettbewerben erfolgreich und lag damit mit großem Vorsprung auf dem ersten Rang der Gesamtwertung. Im 5. Contest schied er, nach einem erneuten Kreuzbandriss am bereits früher verletzten Knie, im Viertelfinale aus. Dieses Mal unterzog er sich einer Operation.
Nach einer unerwartet frühen Rückkehr auf die World Champions Tour gelang Florence, beim letzten Wettbewerb auf Hawaii, noch die Qualifikation für die Olympischen Sommerspiele 2020 in Japan. Hier erreichte er Platz 9. in der Gesamtwertung. Auch 2024 nahm er wieder an den Olympischen Sommerspielen in Frankreich teil, die in Teahupo'o, Französisch-Polynesien ausgetragen wurden, und erreichte erneut den 9. Platz der Gesamtwertung.
Florence gewann am 6. September 2024 seinen dritten Weltmeistertitel. Er erzielte mit 9,7 den höchsten Score in der Geschichte der WSL.

## Erfolge
| Jahr |                                   | Bewerb                            | Platzierung | Titel       | Land               |
| ---- | --------------------------------- | --------------------------------- | ----------- | ----------- | ------------------ |
| 2024 | WSL                               | Men's Championship Tour           | 1.          | Weltmeister | Vereinigte Staaten |
| 2024 | WSL                               | Olympische Sommerspiele           | 9.          |             | Frankreich         |
| 2023 | WSL                               | Men's Championship Tour           | 8.          |             | Vereinigte Staaten |
| 2022 | WSL                               | Men's Championship Tour           | 12.         |             | Vereinigte Staaten |
| 2021 | WSL                               | Men's Championship Tour           | 11.         |             | Vereinigte Staaten |
| 2020 | WSL                               | Olympische Sommerspiele           | 9.          |             | Japan              |
| 2019 | WSL                               | Men's Championship Tour           | 7.          |             | Vereinigte Staaten |
| 2017 | WSL                               | Men's Championship Tour           | 1.          | Weltmeister | Vereinigte Staaten |
| 2016 | WSL                               | Men's Championship Tour           | 1.          | Weltmeister | Vereinigte Staaten |
| 2016 | Rip Curl + Eddie Aikau Foundation | Eddie Aikau Big Wave Invitational | 1.          |             | Vereinigte Staaten |
| 2016 | WSL                               | Vans Triple Crown of Surfing      | 1.          |             | Vereinigte Staaten |
| 2015 | ASP *                             | Men's Championship Tour           | 14.         |             | Vereinigte Staaten |
| 2014 | ASP *                             | Men's Championship Tour           | 3.          |             | Vereinigte Staaten |
| 2013 | ASP *                             | Men's Championship Tour           | 10.         |             | Vereinigte Staaten |
| 2013 | ASP *                             | Vans Triple Crown of Surfing      | 1.          |             | Vereinigte Staaten |
| 2012 | ASP *                             | Men's Championship Tour           | 4.          |             | Vereinigte Staaten |
| 2011 | ASP *                             | Vans Triple Crown of Surfing      | 1.          |             | Vereinigte Staaten |

* Die Association of Surfing Professionals (ASP) wurde 2015 in  World Surf League (WSL) umbenannt.

## Film und Fernsehen
Der Surffilm View from a Blue Moon aus dem Jahr 2015 begleitet John John Florence und seine engsten Freunde auf dem Weg von seinem Zuhause an der Nordküste von O'ahu zu Surfstätten durch die ganze Welt. Der Film gilt in der Szene als die beste, aber auch die teuerste Produktion in der Geschichte des Sports.
Im Jahr 2016 produzierte Florence in Zusammenarbeit mit seinem damaligen Sponsor Hurley die halbbiografische Serie Twelve, die ihn über ein gesamtes Jahr auf dem Weg zu seinem ersten Weltmeistertitel begleitet.

## Persönliches
Er ist seit 2020 mit dem australischen Model Lauryn Florence (geb. Cribb) verheiratet und lebt an der North Shore von O'ahu, Hawaii.
Als passionierter Segler nahm er 2019 an der Sydney-Hobart-Regatta teil.
Seine beiden Brüder, Nathan (* 1994) und Ivan (* 1996), sind ebenfalls gesponserte Surfer. Nathan surft seit 2018 die Big Wave World Tour und gelegentlich kleinere Wettbewerbe der WSL Qualifying Series.

## Sonstiges
John John Florence gilt als vielseitigster Surfer der World-Tour. Ihm gelingen spektakuläre Airs (Tricks in der Luft), kraftvolle Turns, er perfektionierte das Tube Riding und meistert außerdem Riesenwellen wie die beim „The Eddie“ in der Waimea Bea.
Florence surfte 15 Jahre mit O’Neill als Hauptsponsor, bis er Anfang 2013 zu Hurley (damals zu Nike gehörig) wechselte. Im Januar 2020 wurde der Vertrag mit Hurley beendet.
John Florence verzichtete in weiterer Folge auf einen neuen Hauptsponsorendeal, um gemeinsam mit Bob Hurley die Bekleidungslinie „Florence Marine X“ zu starten.